# Mark Kellogg
Pour les articles homonymes, voir Kellogg.
Mark Kellogg (31 mars 1831 - 25 juin 1876) est un journaliste correspondant de guerre tué lors de la bataille de Little Bighorn, qui a été l'un des premiers hommes tué par les Sioux et les Cheyennes. Ses dépêches étaient l'unique compte rendu journalistique sur Custer et ses troupes dans les jours qui ont précédé la bataille. Son corps a été retrouvé scalpé et ses récits publiés en exclusivité le 6 juillet par son journal, le Bismarck Tribune.

## Biographie
Premier journaliste de l'histoire de l'Associated Press à être mort en activité, il avait participé trois ans plus tôt à la création du Bismarck Tribune avec Clement A. Lounsberry, un ancien colonel de l'armée américaine pendant la guerre de Sécession, ami du colonel Custer. C'est Lounsberry qui devait à l'origine couvrir l'opération militaire mais il avait dû se faire remplacer par Mark Kellogg, car sa femme était tombée malade. Dans ses premières dépêches, Mark Kellogg fait une description très enthousiaste de l'expédition Custer, qui compte plus de 1 200 hommes.